# Cesare Frichignono di Castellengo
Giulio Cesare Giovanni Maria Frichignono, conte di Castellengo (Torino, 5 agosto 1763 – Torino, 22 luglio 1802) è stato un nobile italiano, sindaco di Torino nel 1791.

## Biografia
Figlio di Giovanni Antonio (1718-1785) e di Maria Teresa Blavet de Pierrefeu (morta nel 1775), nel 1794 sposò Teresa Luisa Arborio di Breme-Sartirana (1778-1848), da cui ebbe i figli Faustina (1798-1872) e Adolfo (1802-1851).
Nel 1784 ereditò il titolo di decurione della città di Torino direttamente dal padre Giovanni Antonio, un privilegio che rifletteva l'importanza della famiglia. 
Fu sindaco di Torino nel 1791, e vicario di politica e polizia.